# Lluís Teixidor i Castells
Lluís Teixidor (o Teixidó) i Castells (i mort a Barcelona el mes de març de 1961, als 72 anys) va ser un actor de teatre català en actiu en les dècades dels anys 20, 30, 40 i 50 del segle passat.
Casat amb la també actriu Empar Ferràndiz. Formà part de la Companyia Maragall que actuà al teatre Romea de Barcelona.

## Trajectòria professional
- 1910, 25 de novembre. En el paper d'Agent de policia a l'obra El magistrat de Arthur Wing Pinero. Estrenada al teatre Romea de Barcelona.
- 1924, 21 d'octubre. En el paper d'En Miquel a l'obra Les noies enamorades d'Avel·lí Artís i Balaguer. Estrenada al teatre Romea de Barcelona.
- 1924, 14 de novembre. En el paper de l'Ermità de Sant Ramon a l'obra Fidelitat de Josep Maria de Sagarra. Estrenada al teatre Romea, de Barcelona.
- 1924. desembre. En el paper de L'Alcalde a l'obra La Penya Roca i la colònia de l'Ampolla, de Joaquim Montero, estrenada al teatre Romea
- 1925. 11 d'abril. En el paper d' Aquell senyor a l'obra A Montserrat!, de Joaquim Montero, estrenada al teatre Romea de Barcelona
- 1925, 9 d'octubre. En el paper d'El Tuta a l'obra Seny i amor, amo i senyor d'Avel·lí Artís i Balaguer. Estrenada al teatre Romea de Barcelona.
- 1925, 21 de novembre. En el paper d'Uriach, buròcrata (51 anys) a l'obra Déu hi fa més que nosaltres de Carles Soldevila. Estrenada al teatre Romea de Barcelona.
- 1925, 15 de desembre. En el paper de Clidford a l'obra La follia del desig de Josep Maria de Sagarra. Estrenada al teatre Romea de Barcelona.
- 1926. 10 de març. En el paper de P. Cyrus Hunsaker a l'obra Reineta meva! d'H. A. Vachell, estrenada al teatre Romea de Barcelona.
- 1935, 12 de març. En el paper de Martí a l'obra Fruita verda de Josep Maria Millàs-Raurell. Estrenada al teatre Poliorama de Barcelona.
- 1935, 30 d'octubre. En el paper de Llorenç a l'obra Roser florit de Josep Maria de Sagarra. Estrenada al teatre Novetats de Barcelona, amb direcció d'Enric Giménez.
- 1935, 15 de novembre. En el paper d'Andreu a l'obra Amàlia, Amèlia i Emília de Lluís Elias. Estrenada al teatre Novetats de Barcelona.
- 1949. En el paper de El jutge Vallhonrat a l'obra L'hereu i la forastera de Josep Maria de Sagarra. Estrenada al teatre Romea i amb direcció de Pau Garsaball.
- 1953, 15 de gener. En el paper de Fonolleda a l'obra La tercera vegada de Lluís Elias. Estrenada al teatre Romea de Barcelona.
- 1957, 4 de desembre. En el paper de Senyor Blanc a l'obra Romeu: de 5 a 9 de Valentí Moragas Roger i Lluís Elias. Estrenada al teatre Romea de Barcelona.
- 1960, 27 de gener. En el paper de Senyor Ranalies a l'obra El senyor Perramon, adaptació de l'avar de Molière feta per Josep Maria de Sagarra. Estrenada al teatre Romea de Barcelona.